# Ngozumpagletscher
Der Ngozumpagletscher ist ein etwa 17 km langer Gletscher im Himalaya im östlichen Norden von Nepal. Der Gletscher befindet sich etwa 22 km westlich vom Mount Everest auf der Südseite des Himalaya-Hauptkamms.

## Lage
Das ungefähr 6300 m hoch gelegene Nährgebiet des Ngozumpagletschers befindet sich auf der Südseite einer Gebirgskette an der chinesischen Grenze mit den Gipfeln Cho Oyu (8201 m), Ngozumpa Kang I (7905 m), Ngozumpa Kang II (7720 m), Ngozumpa Kang III (7660 m) und Gyachung Kang (7952 m). Der Ngozumpagletscher strömt in südlicher Richtung. Er hat eine mittlere Gletscherbreite von etwa 1,2 km. Größere Tributärgletscher sind der Gyazumpagletscher von rechts sowie der Gyubanaregletscher von links. Unweit vom westlichen Gletscherrand haben sich mehrere kleinere Seen gebildet. Die Gletscherfläche einschließlich Tributargletschern beträgt 62 km². Der Ngozumpagletscher endet auf einer Höhe von etwa 4700 m. Am unteren Gletscherende hat sich eine Moräne gebildet. Der Gletscher bildet den Ursprung des Dudhkoshi, ein größerer linker Nebenfluss des Sunkoshi.